# Michel Rosset
Michel Rosset (nacido el 24 de agosto de 1830 y fallecido el 8 de junio de 1902) era un obispo francés. 

## Biografía
Fue nombrado obispo en 1876, primero de Parium durante varios meses y después de Saint-Jean-de-Maurienne, en Saboya, de 1876 a 1902. Es conocido por sus libros, sus artículos y su propaganda antimasónica.